# Білик Андрій Богданович
Андрі́й Богда́нович Бі́лик — український військовослужбовець, розвідник, пластун, солдат Збройних сил України.

## Біографія
Андрій Білик народився 8 червня (або 8 липня) 1984 року в селі Дубровиця Львівської області. Проживав у Львові. Закінчив НВК «Школа-гімназія „Сихівська“».
Призваний до війська у лютому 2015 року, службу проходив у 130-му окремому розвідувальному батальйоні.
Загинув 22 листопада 2015 року в селі Малинове, Луганська область, підірвавшись на вибуховому пристрої в зоні бойових дій.
Прощання з солдатом відбулось 24 листопада в селі Дубровиці. Похований на місцевому цвинтарі.

### Вшанування пам'яті
У травні 2017 року на фасаді НВК «Школа-гімназія „Сихівська“» встановили меморіальну таблицю. Це рішення ухвалив виконавчий комітет Львівської міської ради 28 квітня 2017 року.

## Нагороди
За особисту мужність і високий професіоналізм, виявлені у захисті державного суверенітету та територіальної цілісності України, вірність військовій присязі, нагороджений:
- медаллю «За військову службу Україні» (16.01.2016, посмертно)[5].